# Grotte de Montgaudier
Die Höhle Grotte de Montgaudier befindet sich im Gemeindegebiet von Montbron im Département Charente (Region Nouvelle-Aquitaine). Sie wurde vom Altpaläolithikum (Moustérien) bis ins Jungpaläolithikum (Magdalénien) von Menschen genutzt. In ihr wurden Knochenreste von Wildtieren, Neandertalern und Homo sapiens entdeckt – begleitet von zahlreichen Stein- und Knochenwerkzeugen, sowie Kunstgegenständen und Petroglyphen.

## Lage
Die Grotte liegt an der Westgrenze der Gemeinde Montbron zur Nachbargemeinde Vouthon, 27 Kilometer östlich von Angoulême. Sie ist nur 5 Kilometer von der Grenze zur Dordogne (Gemeinde Varaignes) entfernt, zum Département Haute-Vienne (Gemeinde Maisonnais-sur-Tardoire) im Nordosten sind es 13,5 Kilometer. Die Höhlenöffnung befindet sich auf 100 Meter über Meereshöhe in einer Steilwand an der linken Talseite der Tardoire zu Füßen des Château de Montgaudier.

## Geologie

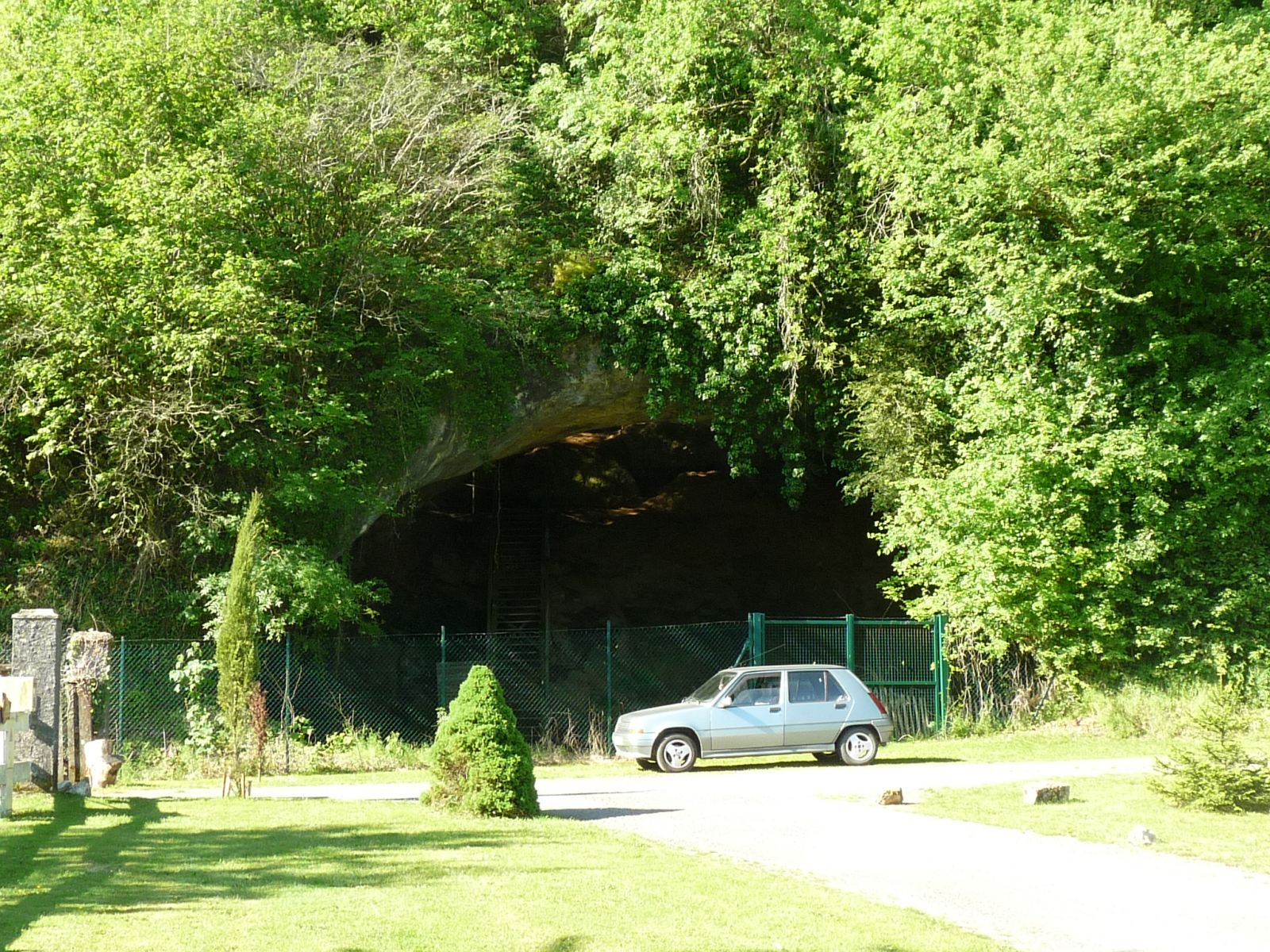
Die Höhle öffnet sich in Richtung Talseite

Die Höhle hat sich in flach liegenden karbonatischen Sedimenten des Aquitanischen Beckens gebildet, welche das Flusstal der Tardoire beidseitig säumen. Wegen der umfassenden Rekristallisation des Gesteins ist es jedoch schwierig, eine eindeutige stratigraphische Zuordnung zu treffen, es dürfte sich aber sehr wahrscheinlich um unteres Bajocium (Dogger) handeln. Das Flusstal ist mit holozänem Alluvium ausgefüllt – vorwiegend Sande und ziegelrote Tone mit Kieseln aus Quarz, Quarzit, Granit sowie Kalkbruchstücken.

## Geschichte
In der Höhle wurden mehrere Grabungen durchgeführt. Die ältesten unter der Leitung von Édouard Lartet gehen noch vor das Jahr 1850 zurück. Es folgten der Marquis de Vibraye, Tremeau de Rochebrune, der Abt Bourgeois und der Abt Delaunay, Fermond, Albert Gaudry von 1867 bis 1886 und mehrere andere bis 1959. Auf Bitten des Paläontologen Jean Piveteau nahm Louis Duport die Grabungen im Jahr 1966 wieder auf. Von bereits vollzogenen Untersuchungen machte er Bestandsaufnahmen, klassifizierte und rationalisierte bestehende Befunde und kümmerte sich um den Erhalt von Fundstücken. Er führte aber auch selbst neue Kampagnen durch – entweder in Eigenregie oder in Zusammenarbeit mit anderen Forschern. So entdeckte Louis Duport dann auch im Jahr 1974 den Unterkiefer eines jungen Neanderthalers, dessen Alter zwischen 12 und 14½ Jahren gelegen haben dürfte.
Seit 1942 ist die Fundstätte als Schutzobjekt eingetragen.

## Beschreibung

Grotte de Montgaudier
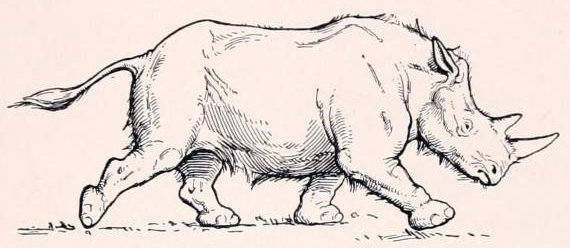
Stephanorhinus
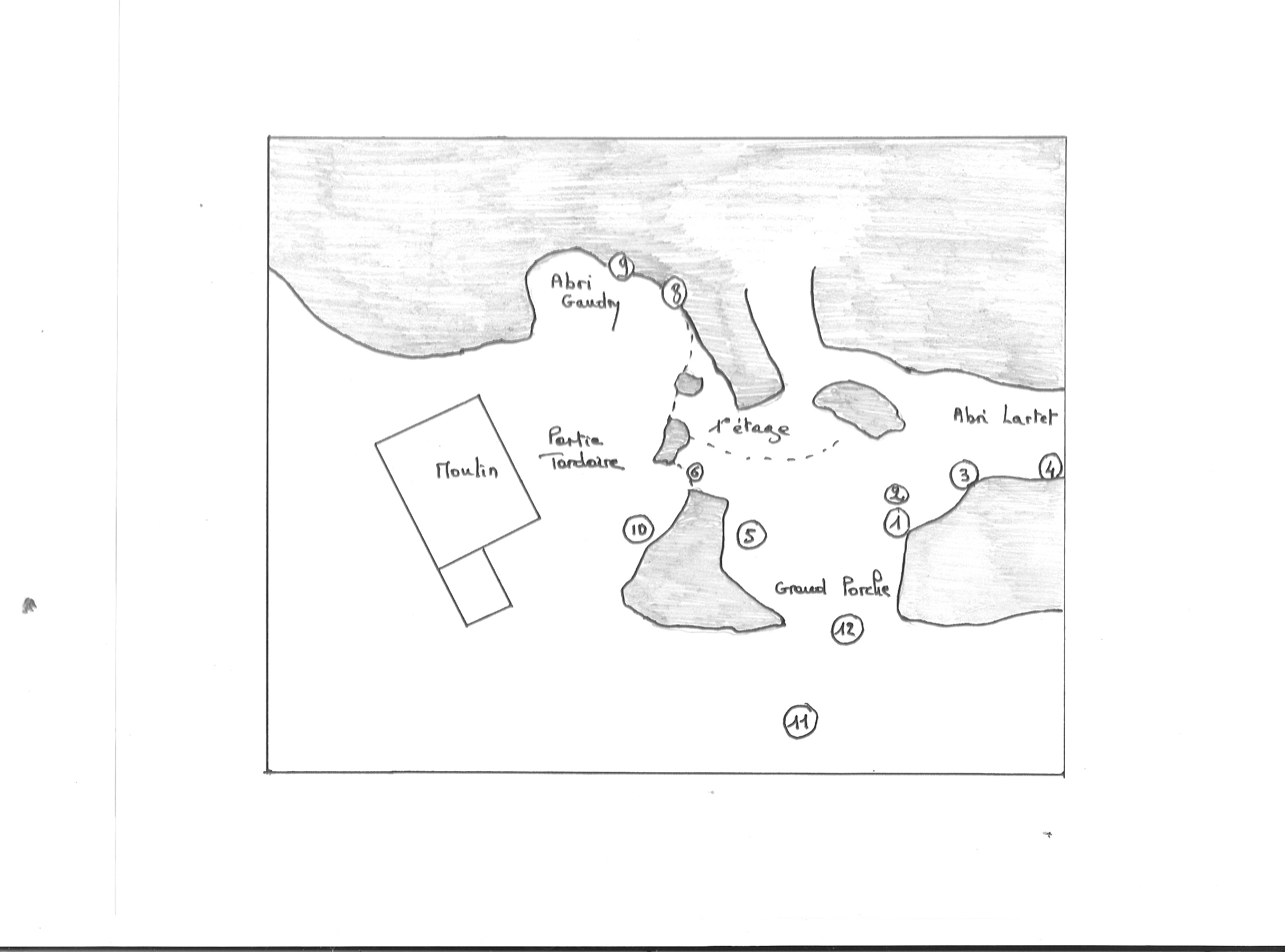
Plan der Grotte von Gaudry und Debenath.
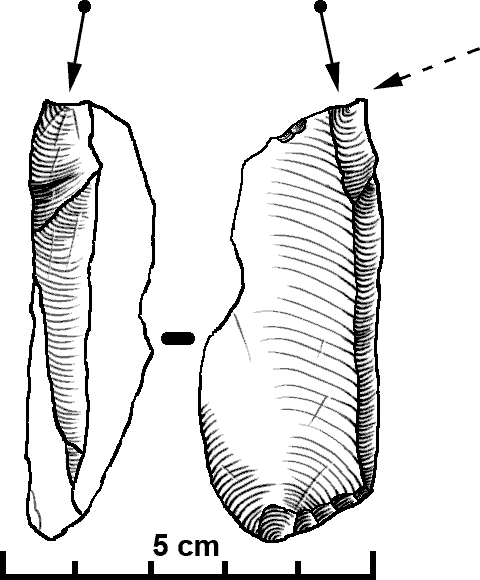
Abgeschrägter Stichel
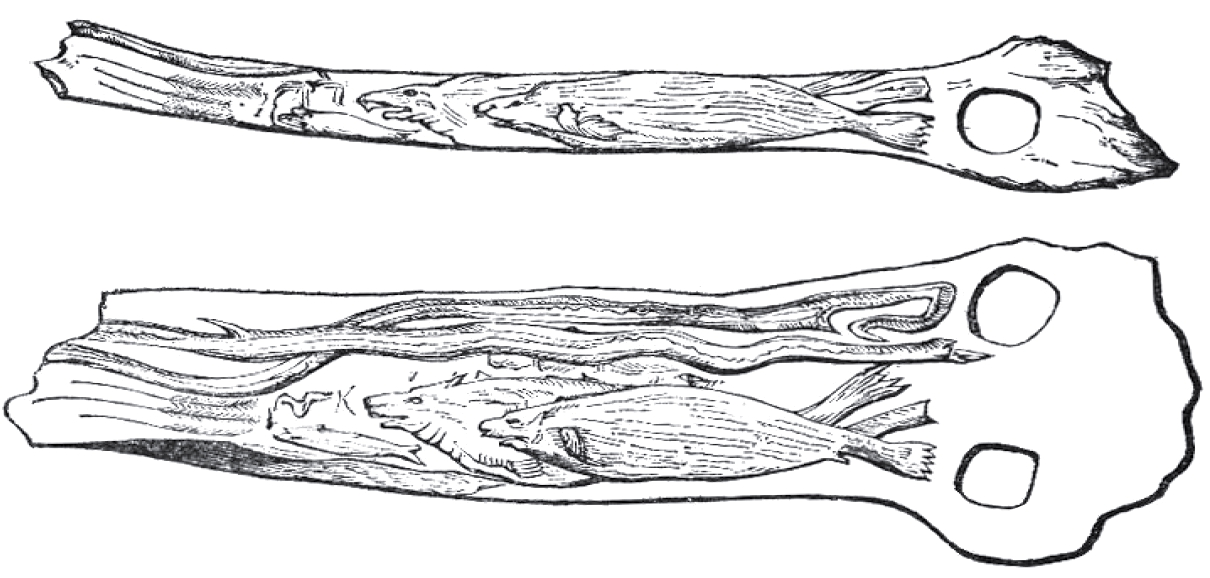
Zeichnung des Lochstabs

Die Grotte de Montgaudier setzt sich aus Abris und Höhlen komplexer topographischer Anordnung zusammen. Über ein 13 Meter breites und 10 Meter hohes Eingangsportal (Grande Porche) erfolgt der Zugang zu einer mehr als 20 Meter langen Höhlenöffnung.
Die L’Étage dürfte durch den angefallenen Grabungsschutt entstanden sein. Sie wird im Westen vom Abri Lartet überragt und im Osten auf der Tardoireseite vom Abri Gaudry und vom Abri Paignon.
Die Planzeichnung Gaudrys aus dem Jahr 1880 zeigt auf Portalshöhe noch eine kleine Mauer, die jetzt verschwunden ist. Die frühen Grabungen endeten alle an dieser Mauer. Hier befindet sich die Position 12, die von Louis Duport zwischen 1983 und 1984 ergraben wurde, nachdem Sondierungen eine Lage aus dem Magdalénien angetroffen hatten. Die Position 11 liegt 3 Meter vor der Position 12 – in einer Wiese vor dem Eingangsportal. Sie verbirgt ein ehemaliges Flussbett der Tardoire und verdeutlicht überdies, dass der Einsturz des vorgezogenen Teils des Gewölbes lange nach der Anwesenheit der Magdalénier erfolgt sein muss.

### Stratigraphie des Höhleninneren
Im Eingangsportal (Positionen 1, 2, 3, 5 und 6) lassen sich bis zu 30 sedimentäre Lagen unterscheiden. Ihre genaue Zuordnung wird aber durch die zahlreichen Grabungen und deren Schuttmaterial sowie durch aus der Decke herabgestürzte Felsblöcke erschwert. Der Höhlenboden konnte hier mit 80.000 Jahren datiert werden. Im Abri Lartet (Position 4) finden sich über einem Steinboden 6 Lagen, das Moustérien nimmt hier seine korrekte Stellung ein. Der Abri Gaudry auf der Tardoireseite baut sich aus 9 Lagen auf. Lagen 1 und 2 bestehen aus Oberem Magdalénien. Die Lage 5 ist ebenfalls noch jungpaläolithisch und stellt möglicherweise Aurignacien dar. Eine Feuerstelle auf der Tardoireseite wird dem Moustérien des Quina-Typus zugeordnet. Positionen 8 und 9 gehören ebenfalls zum Abri Gaudry, die Position 10 jedoch zum Abri Paignon. Die vor dem Eingangsportal gelegene Position 12 besteht aus 4 Lagen, wobei die Lage 2 dem Magdalénien und die Lage 4 dem Périgordien zuzurechnen ist.

## Angetroffene Fauna
Eine Sondierung an Position 12 unter dem Eingangsportal stieß auf die Knochenreste zahlreicher Wildtiere, die 1985 von Jean-François Tournepiche untersucht wurden. Darunter waren Pflanzenfresser wie beispielsweise Hauspferd (Equus caballus), Europäischer Wildesel (Equus hydruntinus), Wildschwein (Sus scrofa), Hirsche (Cervidae), Trughirsche (Capreolinae) und Damhirsch (Dama dama) sowie die Karnivoren Höhlenlöwe (Panthera spelaea), Eurasischer Wolf (Canis lupus lupus), Tüpfelhyäne (Crocuta crocuta), Höhlenbär (Ursus spelaeus) und Polarfuchs (Vulpes lagopus).
Eine Knochendatierung mit der C-14-Methode ergab 12.820 Jahre vor heute, was dem Magdalénien bzw. dem ausgehenden Alleröd-Interstadial entspricht. Knochenbruchstücke von Rentieren finden sich im Abri Lartet. Die Grotte de Montgaudier gehört zu den Fundstätten, an denen auch die Saigaantilope (Saiga tatarica) auftritt. Die Lage 13 im Eingangsportal führte überdies eine archaische Fauna mit Deninger-Höhlenbär (Ursus deningeri), einem Vorläufer des Höhlenbären, sowie Tüpfelhyäne (Crocuta crocuta intermedia) und vor allem dem Steppennashorn (Stephanorhinus hemitoechus).

## Präsenz von Menschen
Die Höhle war vom Moustérien bis ins Magdalénien von Menschen behaust. Im ausgehenden Solutréen verweilten Menschen zwar im Abri Paignon, benutzten aber ansonst die Höhle nur als Etappe. Im Jahr 1974 wurde ein Unterkieferbruchstück eines jungen Neandertalers entdeckt. Sein Alter dürfte zwischen 12 und 14½ Jahren gelegen haben. Wahrscheinlich lebte er gegen Ende der letzten Eiszeit. Es ist aber auch denkbar, dass der Unterkiefer aus dem darüberliegenden Abri Lartet herunter gefallen war – und somit ins Moustérien zu stellen wäre.
Im Jahr 1988 entdeckte Louis Duport auf Position 12 einen nicht abgenutzten Backenzahn, der einem achtjährigen Kind gehörte. Wie auch heute noch üblich besitzt er fünf Höcker. Seine Krone ist jedoch wesentlich voluminöser und dürfte daher aus dem Mittleren Magdalénien stammen.
Zwei Schädel von Homo sapiens kamen 1968 im Abri Gaudry zum Vorschein, datiert ins Magdalénien V oder VI. Sie waren sehr gut erhalten und gehörten zu einem jungen Erwachsenen und zu einem Kind zwischen 8 und 12 Jahren. Ein anderes Schädelfragment stammte aus der Magdalénienschicht im Abri Paignon.

## Werkzeuge und Artefakte

### Neolithikum
Aus dem Neolithikum sind eine Axtklinge und eine Schüssel erhalten. Das Vorkommen einer Vase der Glockenbecherkultur aus schwarzem Ton, verziert mit gestreiften Bändern, wurde in einer wissenschaftlichen Publikation ausführlich beschrieben.

### Magdalénien
Unter den Steinartefakten des Magdaléniens befanden sich Schaber und Messer. Der Abri Paignon lieferte Klingen und einen Dorn zu Tage und enthielt überdies eine 1,35 × 1,15 Meter große Feuerstelle, unterlagert von mehreren Kiesschichten, in denen beritzte Plättchen gefunden wurden. Als Werkzeuge fungierten auch aus Knochen hergestellte Stichel und Nadeln, ein Stück Elfenbein zum Polieren und als Waffe eine Speerspitze aus Elfenbein mit kegelförmigem Schaft. Die Schicht 2 an der Position 12 war sehr reich an Stein- und Knochenartefakten, darunter erneut Speerspitzen und eine vollständige Harpune mit zwei Reihen von Widerhaken.

### Solutréen
Aus dem Solutréen wurden bisher nur sehr dürftige Funde gemacht, die eine dauerhafte Behausung der Höhle in dieser Epoche nicht rechtfertigen. Gefunden wurden das Fragment einer Kerbspitze und eine Kerbspitze des Placard-Typs, es fehlten jedoch die für das Solutréen charakteristischen Weidenblattspitzen.

### Gravettien
Die vor dem Abri Paignon gelegene Schicht 4 an der Position 6 lieferte 650 Artefakte aus dem Gravettien. Darunter waren 72 Werkzeuge, 2 einfache Schaber, 3 weitere Schaber (wobei einer mit einem Stichel assoziiert war), 4 Bohrer und 42 Stichel. Die Stichel bestanden zur Hälfte aus abgeschrägten und zur anderen Hälfte aus verkürzten, retuschierten Sticheln, zugegen waren auch ein Mehrfachstichel und ein Noailles-Stichel. Ferner fanden sich das Fragment einer Speerspitze aus Knochen und ein gravierter Knochen. Das Mittlere Gravettien in den Fazies Noaillien bzw. Rayssien wird durch Noailles-Stichel angezeigt.

### Périgordien
Aus dem Périgordien stammten nur wenige Objekte. Sie wurden alle in der Schicht 4 der Position 12 gefunden. Sie sind entweder autochthonen Ursprungs oder wurden vom Abri Paignon eingeschleppt.

### Aurignacien
Das Aurignacien wird nur durch einen eingekerbten Krummstichel und durch ein paar weitere Objekte repräsentiert, welche aus der Schicht 5 auf der Tardoireseite stammen.

### Moustérien
Aus dem Moustérien sind recht viele Artefakten erhalten. So wurden im Abri Lartet 3.144 Gegenstände aufgesammelt, darunter 402 Werkzeuge. Die Werkzeuge bestehen zu 80 % aus Schabern – darunter Transversalschaber, gewöhnliche rechtshändige Schaber, Schaber mit verjüngter Basis, Schaber mit verjüngtem Rücken, einfache konvexe Schaber und verworfene Schaber. Sie sind typisch für das Moustérien der Charente mit den Fazies Ferrassie und La Quina. Zwei Werkzeuge waren aus den Rippenstücken eines großen Tieres gefertigt worden. Der rund 30 Quadratmeter große Boden im Abri Lartet war mit kleinen Steinen ausgelegt worden und besaß eine Feuerstelle. Auf der Tardoireseite befand sich eine weitere Feuerstelle, an der Moustérien des Quina-Typus angetroffen wurde.

### Acheuléen
Die Schicht 13 im Eingangsportal enthielt dem Chopper verwandte Geröllgeräte mit Silexresten. Sie ist älter als die Riß-Kaltzeit und kann somit zum Acheuléen gestellt werden.

## Höhlenkunst
Im Jahr 1978 wurde ein von der Decke herabgestürzter Block freigelegt, auf den ein Rind umgeben von mehreren Zeichen eingraviert war. Dies deutet auf den Stil III des Magdaléniens.

## Kunstgegenstände

### Mittleres Magdalénien
Aus dem Abri Paignon kommt ein beidseitig gravierter Sandsteinblock des Magdaléniens. Auf einer Seite sind Rentiere, ein Wisent und der Kopf einer Raubkatze zu sehen, die andere Seite verziert hingegen ein Lachs. Schmuckstücke sind ein Gehänge aus bearbeiteten Knochen – datiert auf 13320 Jahre vor heute – sowie der durchbohrte Schneidezahn eines Pferdes, auf dessen Innenseite Dreiecke eingeritzt sind.

### Ausgehendes Magdalénien
Im Jahr 1886 gelang in der Grotte de Montgaudier die Entdeckung eines gravierten Lochstabs (Kommandostab) des Magdaléniens. Er besteht aus dem Geweih eines Rentieres, ist 30 Zentimeter lang, besitzt ein kreisrundes Loch und fein gearbeitete Ritzzeichnungen. Laut Gaudry sind auf einer Seite zwei Robben und ein Fisch dargestellt. Haare, Schnurrbart und Augen der Robben sind gut zu erkennen. Der Fisch ist entweder ein Lachs oder eine Forelle. Die andere Seite ist mit Aalen verziert.
Begleitet ward der Lochstab von beritzten Elfenbeinstücken. An der Position 12 fand Louis Duport einen durchbohrten Knochen, der mit einem Fries aus drei Pferden geschmückt war. Nennenswert ist außerdem der Fund eines durchbohrten, mit zwei Steinbockköpfen versehenen Rentiergeweihs. Ein geometrisches Muster auf Knochen konnte ins ausgehende Magdalénien eingestuft werden. Als Schmuck dienten durchbohrte Muscheln und ein Stück eines mittig durchbohrten Rentiergeweihknochens.